# آندرس اکستروم
آندرس اکستروم (انگلیسی: Anders Ekström؛ زادهٔ ۱۶ ژانویهٔ ۱۹۸۱) قایقران قایق بادبانی اهل سوئد است.